# Punto (lana)

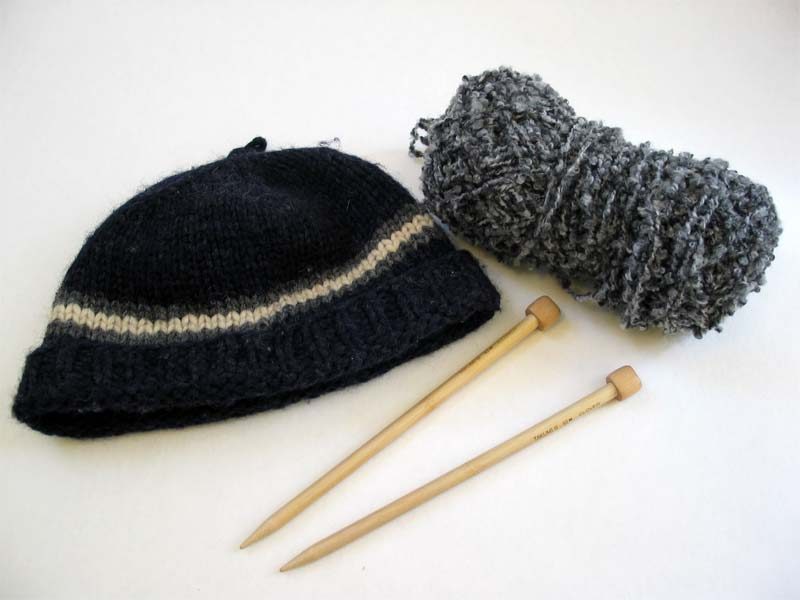
Gorro de punto, con las agujas y la madeja para tejerlo.

El tejido de punto (simplemente punto) o calceta es un método milenario que se utiliza para tejer con lana, aunque pueden utilizarse también otros materiales como el hilo de algodón (hilaza) o rafia u otros. Se utilizan las expresiones hacer punto, labores de punto, hacer calceta o calcetar, tejido de lana, tejido a dos agujas (por el tipo especial que se usa, denominado aguja de punto), tricot, tricotaje o tricotado.
Hacer punto consiste en dar una serie de lazadas (llamadas puntos), unidas entre ellas de forma que constituyan una malla.
Para el punto se utilizan, habitualmente, dos largas agujas con las que se maneja el hilo de lana para dar forma a la lazada. El grosor de las agujas determina en gran medida el tamaño del punto y, con él, la tupidez de la malla o tejido resultante. La tensión de la tela también varía dependiendo de cada tejedor, así es como dos personas tejiendo con los mismos palillos y el mismo hilado, pueden obtener un resultado diferente.

## Tricoteuses

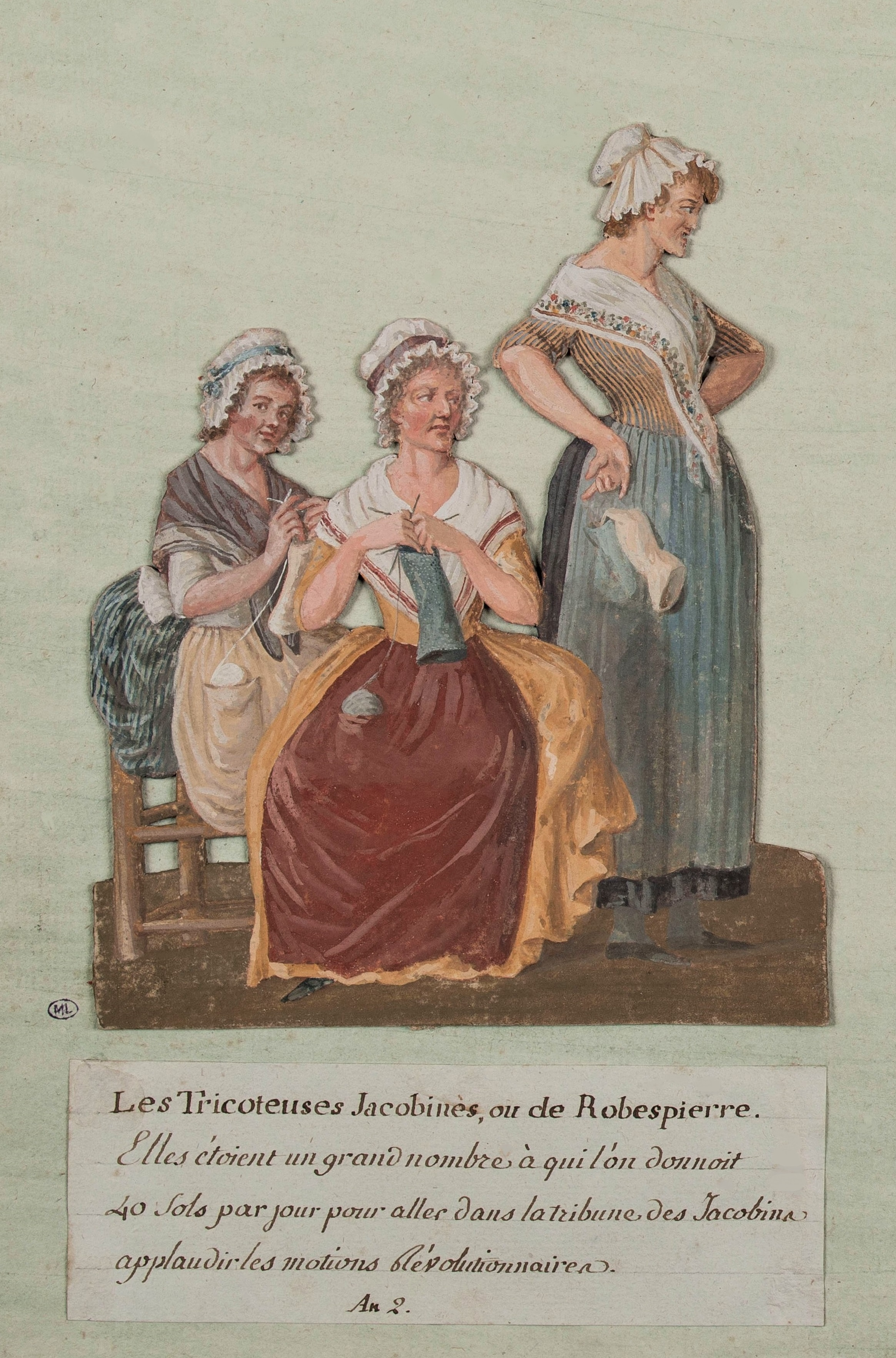
Tricoteuses.

Las tricoteuses fueron unos personajes de la Revolución francesa: las mujeres que presenciaban las ejecuciones en la guillotina, caracterizadas por hacer punto mientras esperaban.

## Tricotadoras

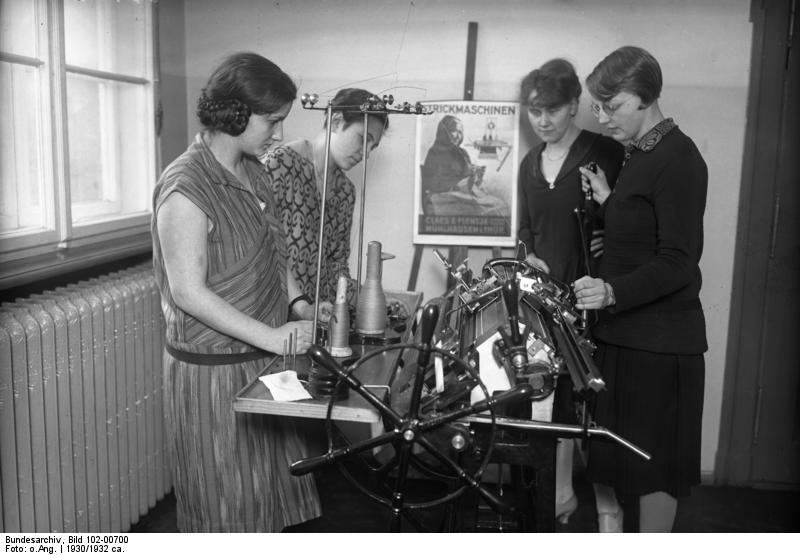
Strickmaschine, tricotadora alemana de 1930; al fondo, cartel propagandístico que la compara con la labor manual tradicional.

Existen máquinas tricotadoras, muy diferentes de las máquinas de coser y de las tejedoras. Su invención se remonta a  un hamburguesa de 1808. La tricotadora circular de aguja de prensa es de 1906.

## Puntos básicos
Lo primero que hay que hacer para empezar una labor a dos agujas es montar los puntos. Si la labor es de lana fina, es muy aconsejable poner las dos agujas juntas para montar estos puntos. Una vez montados, se quita, con cuidado, una de las dos agujas. Así la primera vuelta, que es la más complicada, resultará mucho más fácil de hacer.

### Derecho y revés
Existen dos puntos básicos para tejer: el punto del derecho (o simplemente derecho) y el punto del revés (o simplemente revés). Por complicado que parezca el tejido final, siempre habrá sido creado mediante uno a varios métodos.
Para realizar el punto del derecho, quien teje debe utilizar la aguja de la derecha para tirar de uno de los lazos de hilo hacia sí a través del punto de la aguja de la izquierda.
Para hacer el punto del revés, debe utilizarse la aguja derecha para tirar de un lazo de hilo por el punto de la aguja izquierda.  El resultado es el mismo que si se mira el lado posterior (la cara opuesta) de un punto derecho.